# Macintosh (оперативни системи)
Макинтош оперативни системи (енгл. Macintosh Operating Systems), краће Mac OS, је серија Еплових графичких оперативних система написаних за линију рачунара Макинтош.
Године 1984, Епл је дебитовао са оперативним системом који је сада познат као „Класични” Мак ОС са издањем оригиналног Макинтошовог системског софтвера. Систем, преименован у „Мак ОС“ 1996. године, био је унапред инсталиран на сваком Макинтошу до 2002. године и накратко се нудио на клоновима Макинтоша током 1990-их. Познат по својој једноставности коришћења, такође је критикован због недостатка модерних технологија у поређењу са конкурентима.
Тренутни Маков оперативни систем је macOS, првобитно назван „Mac OS X“ до 2012. године, а затим „OS X“ до 2016. године. Развијен између 1997. и 2001. након што је Епл купио NeXT, Mac OS X је донео потпуно нову архитектуру засновану на NeXTSTEP, Јуникс систему, који је елиминисао многе техничке изазове са којима се суочавао класични Мак ОС. Тренутни macOS је унапред инсталиран на сваком Маку и сваке године добија велико ажурирање. То је основа Епловог тренутног системског софтвера за друге уређаје – iOS, iPadOS, watchOS, и tvOS.

## Историја
Макинтош, у почетку је био први рачунар са графичким корисничким интерфејсом, када је 1984. године представљен Мак 128К, који је имао 128 килобајта меморије, флопи драјв за 400 килобајта и процесор брзине 8 MHz, али је то тада било јако и нормално. Касније је изашао Мак 512К, који је имао исте спецификације осим меморије које је имао 512 килобајта. Макинтош 2 (римски II), је био први Еплов рачунар у боји. Макинтош класик је био најјефтинији Еплов рачунар са ценом од приближно 1500$. Макинтош није више био популаран 1995. године због појаве оперативног система Windows 95. Ипак, и даље га неколицина корисника користи.

## Класични Мак ОС
„Класични“ Мак ОС је оригинални Макинтош оперативни систем који је представљен 1984. заједно са првим Макинтошом и остао је у примарној употреби на Маковима до увођења Mac OS X 2001. године.
Епл је издао Оригинални Макинтош 24. јануара 1984; његов рани системски софтвер био је делимично заснован на Лиса ОС и Xerox PARC Алто рачунару, који је бивши извршни директор Епла Стив Џобс прегледао. Првобитно је назван „Системски софтвер”, или једноставно „Систем”; Епл га је ребрендовао у „Мак ОС“ 1996. делом због свог Макинтош програма клонирања који је окончан годину дана касније.
Класични Мак ОС карактерише монолитан дизајн. Почетне верзије системског софтвера покрећу једну по једну апликацију. Систем 5 је увео кооперативни мултитаскинг. Систем 7 подржава 32-битно меморијско адресирање и виртуелну меморију, омогућавајући веће програме. Каснија ажурирања Система 7 омогућавају прелазак на PowerPC архитектуру. Сматрало се да је систем лак за коришћење, али су критикована његова архитектонска ограничења, као што су ограничено управљање меморијом, недостатак заштићене меморије и контроле приступа, и подложност конфликтима међу екстензијама.

### Издања
Објављено је девет главних верзија класичног Mac OS. Назив „Класик“ који сада означава систем као целину је референца на слој компатибилности који је помогао да се олакша прелазак на Mac OS X.
- Системски софтвер Макинтош – „Систем 1“, објављен 1984
- Системски софтвер 2, 3 и 4 – објављен између 1985. и 1987
- Системски софтвер 5 – објављен 1987
- Системски софтвер 6 – објављен 1988
- Систем 7 / Mac OS 7.6 – објављен 1991
- Mac OS 8 – објављен 1997
- Mac OS 9 – последња главна верзија, објављена 1999

## Mac OS X / OS X / macOS
macOS (првобитно назван „Mac OS X“ до 2012. године, а затим „OS X“ до 2016) је актуелни Мак оперативни систем који је званично наследио класични Мак ОС 2001. године.
Иако је систем првобитно био на тржишту као једноставно „верзија 10“ Мак ОС-а, он има историју која је у великој мери независна од класичног Мак ОС. То је оперативни систем заснован на Јуниксу изграђен на NeXTSTEP-у и другој технологији развијеној у NeXT-у од касних 1980-их до почетка 1997. године, када је Епл купио компанију, а њен извршни директор Стив Џобс се вратио у Епл. Претече оригиналног издања Mac OS X укључују OPENSTEP, Еплов пројекат Rhapsody и Mac OS X Public Beta.
macOS користи BSD кодну базу и XNU кернел, а његов основни скуп компоненти је заснован на Епловом отвореном изворном оперативном систему Дарвин.
macOS је основа за неке друге Еплове оперативне системе, укључујући iPhone OS/iOS, iPadOS, watchOS, and tvOS.